# A Wagner-csoport lázadása
2023. június 23-án a Wagner-csoport orosz magánhadsereg fellázadt az orosz kormány ellen. A lázadás az orosz védelmi minisztérium és Jevgenyij Prigozsin, a Wagner vezetője közötti fokozódó feszültségek közepette alakult ki.
Prigozsin a felkelést a minisztérium által az erői ellen elkövetett állítólagos támadásra adott válaszként mutatta be. Elutasította a kormány indoklását Ukrajna lerohanására, Szergej Sojgu védelmi minisztert hibáztatta az ország katonai hiányosságaiért, és azzal vádolta, hogy az orosz oligarchák javára hajtotta végre az inváziót. Vlagyimir Putyin orosz elnök június 24-én televíziós beszédében árulásnak ítélte a Wagner akcióit, és ígéretet tett a lázadás leverésére.
Prigozsin erői elfoglalták Rosztov-na-Donu és a Déli Katonai Körzet főhadiszállását, és páncélos oszlopban Moszkva felé haladtak. Aljakszandr Lukasenka fehérorosz elnökkel folytatott tárgyalásokat követően Prigozsin beleegyezett a lemondásba, és június 24-én késő este megkezdte a visszavonulást Rosztov-na-Donuból. Az orosz Szövetségi Biztonsági Szolgálat (FSUB) az orosz Büntető Törvénykönyv 279. cikke alapján eljárást indított fegyveres lázadás miatt, de június 27-én lezárta azt, és ejtette a vádakat, mondván, hogy a lázadók „leállították a bűncselekmény elkövetésére közvetlenül irányuló cselekményeket”.
A lázadás során az orosz hadsereg legalább tizenhárom katonája halt meg, míg két orosz katonai disszidens a Wagner oldalán harcolva meghalt.

## Háttér

### Jevgenyij Prigozsin és a Wagner-csoport
A 2000-es évek elején Prigozsin, aki egy évtizedet töltött börtönben, mielőtt vállalkozói pályára lépett volna, Szentpétervár üzleti és éjszakai életének kiemelkedő alakjává vált, és elismerést szerzett egy sor nagyra becsült éttermével. Részt vett egy élelmiszer-kereskedelmi cég felfuttatásában, majd a szerencsejáték-iparra  váltott. Ekkor ismerkedett meg Vlagyimir Putyinnal, aki ebben az időszakban, miután otthagyta a KGB-t, a helyi szerencsejáték-felügyelet vezetője volt Anatolij Szobcsak polgármester bizalmasaként. Prigozsin fokozatosan Putyin bizalmasává vált, szoros személyes köteléket alakítva ki.
2014-ben Prigozsin megalapította a Wagner-csoportot, egy orosz katonai magáncéget. Annak ellenére, hogy Oroszországban törvényileg tilos a katonai magáncégeket működtetni, a Wagner akadálytalanul működött a kormány hallgatólagos jóváhagyásával. Számos elemző szerint a kormány azért alkalmazta a Wagner-csoport szolgáltatásait, hogy lehetővé tegye a hihető tagadást, és elfedje az orosz külföldi beavatkozások tényleges áldozati és pénzügyi költségeit.
Az orosz kül- és katonapolitika eszközeként szolgáló Wagner-csoport félelmetes harci erőként jelent meg különböző régiókban, többek között a donbaszi konfliktusban, jelentős szerepet játszott Oroszország szíriai polgárháborúba való katonai beavatkozása során, támogatást nyújtva Bassár el-Aszad szíriai elnöknek, és részt vett a mali, líbiai és közép-afrikai köztársaságbeli konfliktusokban. A Wagner kegyetlen módszerei és a háborús bűnökben való részvétele miatt szerzett hírhedtséget Afrikában, a Közel-Keleten és Ukrajnában, büntetlenül elkövetett atrocitások miatt.
A csoport szoros kapcsolatokat ápol több afrikai kormánnyal, és jelentős autonómiát élvez e nemzetek természeti erőforrásainak kiaknázásában, cserébe a helyi erők támogatásáért a kormányellenes lázadók elleni harcban. A Wagner afrikai gazdasági törekvései még az ukrajnai orosz invázió közepette is felfelé ívelő pályát mutattak, mivel a megtermelt forrásokat az ukrajnai és más régiókban zajló konfliktusok finanszírozására irányították.

### Belső feszültségek Ukrajna megszállása idején

#### Prigozsin befolyásának korlátozására tett kísérletek

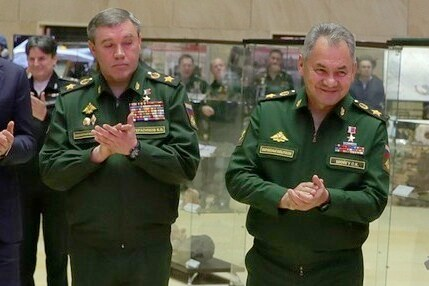
Szergej Sojgu orosz védelmi miniszter és Valerij Geraszimov vezérkari főnök volt Prigozsin retorikájának két legjelentősebb célpontja

Az Amerikai Egyesült Államok tisztviselői szerint Jevgenyij Prigozsin évek óta vitában állt az orosz védelmi minisztériummal az ukrajnai teljes körű inváziót megelőzően. Ezek a feszültségek azonban az orosz–ukrán háború alatt eszkalálódtak és váltak nyilvánossá. Az invázió kezdeti szakaszában az orosz szárazföldi erők jelentős veszteségeket szenvedtek, de a tartalékosok mozgósításának bejelentését Putyin késleltette. Ennek eredményeként a hatóságok aktívan igyekeztek zsoldosokat toborozni az invázióhoz, ami Prigozsin és a Wagner-csoport befolyásának és hatalmának növekedéséhez vezetett. Prigozsin jelentős erőforrásokat kapott, beleértve a saját légi járműveit is. Emellett 2022 nyarától kezdődően felhatalmazást kapott arra, hogy az orosz börtönökből rabokat toborozzon a Wagner-csoportba a szabadságukért cserébe. 2022 decemberére a nyugati hírszerzés becslése szerint a Wagner zsoldosok száma a 2017-2018 körüli "néhány ezer" harcosról 2022 decemberére körülbelül 50 000 harcosra nőtt, és a többségük börtönökből toborzott bűnöző elítéltekből állt.
Bár a kormány egyre nagyobb erőforrásokat biztosított számukra, a Wagner nem rendelkezett jogi felhatalmazással. Prigozsin nem töltött be hivatalos tisztséget, és nem volt sem kinevezett, sem megválasztott, ami azt jelenti, hogy technikailag nem volt olyan hatóság, amely előtt felelnie kellett volna. Prigozsin ráadásul nemzetközi elismertségre tett szert, és felhagyott korábbi visszahúzódó magánéletével. Gyakran katonai egyenruhában jelentette a híreket a frontvonalról. Wagnert kezdték Prigozsin magánhadseregének tekinteni, amely az orosz törvények és az ország katonai hierarchiájának határain kívül működött. Elégedetlenség alakult ki a Védelmi Minisztériumban és a vezérkarban, ami arra késztette őket, hogy erőfeszítéseket tegyenek Prigozsin növekvő befolyásának korlátozására. 2023. február elején Prigozsin bejelentette, hogy Wagner beszüntette a foglyok toborzását, amit a brit védelmi minisztérium úgy értelmezett, hogy a kormány megtiltotta az ilyen toborzást. Ettől a változástól azt várták, hogy csökkenti a csoport harci kapacitását.
Ezzel szemben Prigozsin populista figuraként mutatta be magát, aki szembeszáll a katonai berendezkedéssel, többször is azzal vádolva azt, hogy nem védi a nemzeti érdekeket. 2022. október 1-jén, az ukrajnai harkivi ellentámadás során, amely kiűzte Oroszországot a régió nagy részéből, Prigozsin bírálta az orosz parancsnokságot, kijelentve, hogy "Ezeket a szemeteket mezítláb kellene a frontra küldeni, csak egy géppisztollyal." Megnövekedett befolyása miatt Prigozsin azon kevesek közé tartozott, akik panaszt mertek tenni a katonai parancsnokokra Putyinnál. Prigozsin elsősorban a Védelmi Minisztériumot vette célba, korruptnak minősítve annak tisztviselőit. Azonban az orosz elit más szegmenseit is bírálta, köztük az orosz parlament tagjait és az orosz oligarchákat, akiket azzal vádolt, hogy a háború alatt megpróbáltak „ellopni mindent, ami a népé”. Egyik nyilatkozatában Prigozsin bírálta az orosz elitet és gyermekeiket, amiért luxus és gondtalan életet élnek, miközben az egyszerű emberek meghalnak a háborúban. Prigozsin párhuzamot vont e "társadalmi megosztottság" és az 1917-es orosz forradalmat megelőző megosztottság között, és figyelmeztetett a "katonák és szeretteik" lehetséges felkeléseire az ilyen igazságtalanság ellen. Az Institute for the Study of War (ISW) megjegyezte, hogy Prigozsin nyilatkozatai növelték befolyását az ultranacionalista orosz milblogger közösségen belül.

#### Eszkaláció a bahmuti csata során

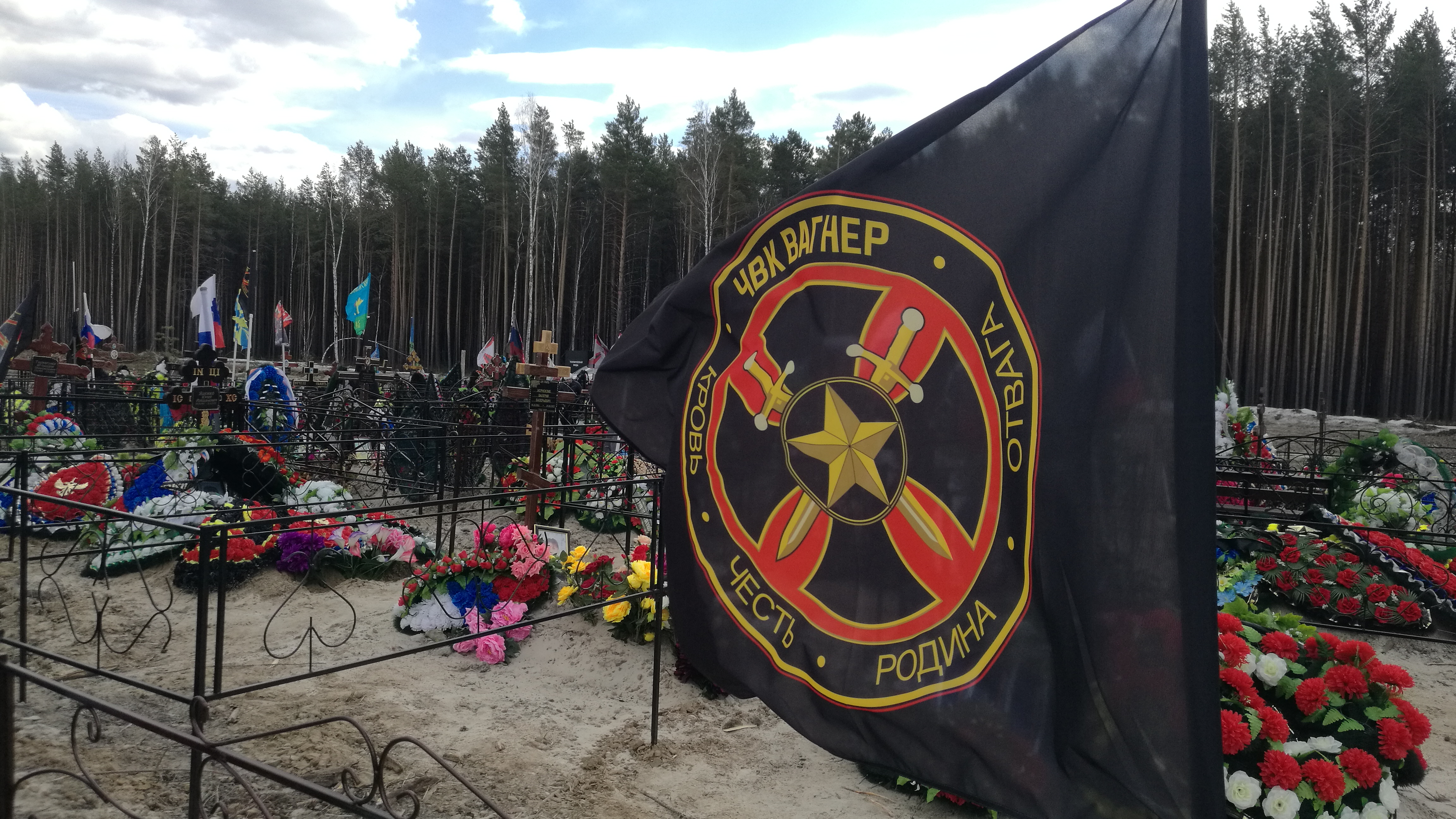
A halott Wagner-harcosok temetője az oroszországi Tyumenyben. Prigozsin azt állította, hogy a védelmi minisztérium rossz irányítása több tízezer Wagner-zsoldos halálához vezetett Bahmutban

A kimerítő bahmuti csata során a Wagner-csoport és a Védelmi Minisztérium közötti feszültség kritikus ponthoz érkezett. Prigozsin többször is hangot adott elégedetlenségének a Kreml elégtelen lőszerellátása miatt. Azzal fenyegetőzött, hogy kivonja erőit, ha nem teljesítik követeléseit, és konkrétan Szergej Sojgu védelmi minisztert és Valerij Geraszimov vezérkari főnököt hibáztatta a Wagner-harcosok jelentős veszteségéért, amely szerinte több tízezer áldozatot követelt. Az Egyesült Államok szerint a 2022 decembere és 2023 júniusa között Ukrajnában életüket vesztett 20 000 orosz katona közel fele Wagner-harcos volt, akik a bahmuti csatában vesztették életüket.
Miután az oroszok 2023. május végén kihirdették a bahmuti győzelmet, a Wagner-csoport megkezdte a kivonulást a városból, átadva helyét a reguláris csapatoknak. 2023. május végén a Wagner és a katonaság között az átmenet alatt is fennálltak belső konfliktusok. Prigozsin azt állította, hogy a katonaság június 3-án és június 5-én is kísérletet tett a visszavonuló csapatai megtámadására, továbbá azt állította, hogy az orosz katonaság aknákat helyezett el a Wagner által a bahmuti visszavonulás során megtett útvonalon. 2023. június 5-én Prigozsin a közösségi média platformjain keresztül közzétett egy videót, amelyen állítólag az elfogott Roman Venyevityin alezredes, az orosz 72. dandár tagja látható, amint bevallja, hogy állítólag alkoholos befolyásoltság alatt utasította csapatait, hogy nyissanak tüzet a visszavonuló Wagner-erőkre.
2023. május 27-én a milblogger és a Donyecki Népköztársaság volt védelmi minisztere, Igor Girkin azzal vádolta meg Prigozsint, hogy összeesküvést szőtt a Wagner-csoport alkalmazására, hogy puccsot szervezzen Oroszországon belül. Girkin továbbá azt állította, hogy Prigozsin aktívan semmibe veszi az orosz 2022-es háborús cenzúra törvényeit azáltal, hogy nyíltan kritizálja az orosz főparancsnokságot, és hogy az erői gyakorlatilag lázadásban vannak. Prigozsin cáfolta ezeket az állításokat, azt állítva, hogy a Wagner-csoport nem rendelkezik elég nagy hadsereggel egy puccs végrehajtásához.
A bahmuti csata tetőzése, amelyben Wagner kulcsszerepet játszott, a hatalomtól való egyre nagyobb elszigetelődés időszakának kezdetét jelentette. 2023. június 6-án Prigozsin nyilvános vádat emelt, azt állítva, hogy befolyásos személyek az orosz hadsereggel együttműködve aktívan szabotálják rendkívül jövedelmező vendéglátóipari vállalkozását. Több mint tíz éven át ezek az étkezési szerződések szolgálták vagyonának és befolyásának forrását. Ezzel párhuzamosan Prigozsin népszerűsége megugrott az orosz lakosság, különösen a nacionalisták körében. A Levada Központ által végzett májusi felmérésben a válaszadókat arra kérték, hogy nevezzék meg azokat a politikusokat, akikben a leginkább megbíznak, és Prigozsin először került a lista első tíz neve közé, ami jelentős változást jelentett a közvélemény megítélésében a politikamentes személyiségről a politikai személyiségre.

#### Wagner integrálásának elrendelése
2023. június közepén a Védelmi Minisztérium utasította a Wagner-csoportot, hogy július 1-jéig kössön szerződést a hadsereggel. Ezzel a lépéssel a Wagnert ténylegesen alárendelt egységként integrálták a rendszeres parancsnoki struktúrába, csökkentve ezzel Prigozsin befolyását. Prigozsin azonban elutasította a szerződés aláírását, Sojgu inkompetenciájára hivatkozva. A Meduza jelentései szerint ez a fejlemény aláássa Prigozsin befolyását a Wagner felett, és veszélyezteti a csoport nyereséges afrikai tevékenységét. Prigozsin sikertelenül próbálta megkerülni a Wagner alárendeltségének elrendelését, miközben fokozta a Védelmi Minisztériummal szembeni kritikáját. Elment odáig, hogy kiállt Sojgu kivégzése mellett, és utalt egy esetleges népfelkelésre az alkalmatlan tisztviselők ellen. Prigozsin úgy vélte, hogy Putyin végül mellé állna a Védelmi Minisztérium elleni harcban, ha lázadást robbantana ki.

#### A felkelés megtervezése
Az amerikai hírszerző ügynökségek megfigyelték a Wagner-erők fokozatos felhalmozódását az orosz határ közelében, valamint bizonyítékokat találtak arra, hogy Wagner felszereléseket és erőforrásokat halmozott fel a lázadás előkészítésére. Bár a tervezett lázadás helyére és módjára vonatkozó információk birtokába jutottak, a pontos időzítés ismeretlen maradt. Egy, az ügyet ismerő forrás szerint a nyugati hírszerző ügynökségek kommunikációs lehallgatások és műholdképek elemzése révén fedezték fel a tervet. Az amerikai hírszerzés már hetekkel a tényleges esemény előtt elkezdte előre látni egy jelentős Wagner-felkelést, és már június 21-e előtt szilárd bizonyítékokat szerzett a közelgő lázadásról. Úgy tűnt, hogy Prigozsin a június 10-i MDP-határozatot követően indította el a tervet, amely gyakorlatilag integrálta volna a Wagner-erőket a reguláris hadseregbe. A külföldi hírszerzés megállapításai arra utalnak, hogy a lázadást előre megtervezték, ami ellentmond Prigozsin állításának, miszerint a lázadásról szóló döntés június 23-án született meg.
Névtelen amerikai tisztviselők később felfedték a The New York Times-nak, hogy Szergej Szurovikin hadseregtábornok, akiről úgy vélték, hogy szoros kapcsolatban áll Prigozsinnal, előzetes tudomással rendelkezett a tervezett felkelésről. Emellett arra is voltak jelek, hogy más orosz tábornokok is támogatásukról biztosíthatták a felkelést. Amerikai tisztviselők azt állították, hogy Prigozsin nem szította volna a lázadást, ha nem lett volna abban a hitben, hogy az orosz hatalmi struktúrán belül bizonyos szektorok támogatását élvezi.
Nyugati tisztviselők által a The Wall Street Journal-nak adott tájékoztatás szerint az orosz Szövetségi Biztonsági Szolgálat két nappal a terv végrehajtása előtt fedezte fel a tervet. A terv felfedezése ahhoz vezetett, hogy Prigozsin idő előtt kezdeményezte a lázadást, ami a későbbi kudarc egyik oka lehetett. Prigozsin el akarta fogni Sojgu védelmi minisztert és Geraszimov vezérkari főnököt az Ukrajnával határos déli oroszországi régióban tervezett közös látogatásuk során, és nyugati tisztviselők szerint a tervnek jó esélye lett volna a sikerre, ha nem fedezik fel, ami arra késztette Prigozsint, hogy egy alternatív tervet rögtönözzön. Nyugati tisztviselők szerint a hírszerzés megállapításai azt jelezték, hogy Prigozsin terve azon a meggyőződésén alapult, hogy a fegyveres erők egy része csatlakozik a lázadáshoz. Nyugati tisztviselők szerintük úgy vélik, hogy Prigozsin tájékoztatott néhány magas rangú katonai hivatalt a tervéről. Viktor Zolotov, az orosz Nemzeti Gárda parancsnoka azt állította, hogy az orosz hatóságok értesültek a tervezett lázadásról, és arról, hogy azt június 22. és június 25. között hajtják végre. A Meduza által közvetített névtelen beszámolók szerint lehetséges, hogy a biztonsági szolgálatok "nem merték elmondani az elnöknek, hogy valami baj van Prigozsinnal [...] mert ha jelentik a problémát, akkor döntéseket kellett volna hozni. És hogyan hoznának ilyen döntést?" A Meduza forrásai szerint, miután Prigozsin nem tudta megkerülni a parancsot, hogy Wagnert integrálják a reguláris hadseregbe, "valami rossz előérzet terjedt el a levegőben, hogy valami történni fog". A Kreml tisztviselői "megbeszéléseken beszéltek erről, és arra a következtetésre jutottak, hogy [Prigozsin] egy merész opportunista, aki nem a szabályok szerint játszik. Amikor a fegyveres felkelés kockázatáról volt szó, úgy gondolták, hogy az nulla". Következésképpen azt hitték, hogy Prigozsin felkelésről szóló bejelentése csak blöff, amivel engedményeket akart kicsikarni, és csak akkor jöttek rá a helyzet komolyságára, amikor Wagner elfoglalta Rosztov-na-Donut.
Wagner sok tagját előzetesen nem tájékoztatták a tervezett felkelésről. Ennek következtében zavarba ejtette őket Prigozsin fegyverbe szólító felhívása, és bizonytalanok voltak abban, hogy melyik frakcióhoz csatlakozzanak. A leszerelt Wagner-veteránokat arra utasították, hogy maradjanak készenlétben, és várják meg Prigozsin parancsait. Moszkvában olyan személyek, akik nem tartoztak Wagnerhez, arról számoltak be, hogy hívásokat kaptak, amelyek látszólag a Wagner-csoporttól érkeztek, és arra ösztönözték őket, hogy csatlakozzanak a lázadást támogató gyűléshez. Hasonló hívások érkeztek Rosztov lakosaihoz is, a felkelés támogatására kérve őket.

## Lázadás

Térképen a wagneresek útja

### Prigozsin bejelentése
Egy 2023. június 23-án közzétett videóban Prigozsin azt állította, hogy a kormány indoklása Ukrajna lerohanására valótlanságokon alapul, és hogy az invázió az orosz elit érdekeit szolgálta. Azzal vádolta a védelmi minisztériumot, hogy megpróbálta megtéveszteni a közvéleményt és az elnököt azzal, hogy Ukrajnát agresszív és ellenséges ellenfélként állította be, amely a NATO-val együttműködve támadást tervez az orosz érdekek ellen. Prigozsin azt állította, hogy Szoigu és az "oligarchaklán" személyes indítékai voltak a háború kirobbantására. Továbbá azt állította, hogy az orosz katonai vezetés szándékosan eltitkolta az Ukrajnában elesett katonák valódi számát, az áldozatok száma egyes napokon elérte az 1000-et.
Később, június 23-án Prigozsin felerősített egy videót, amely már korábban is keringett a Wagnerhez kötődő Telegram-csatornákon, és amely állítólag a Wagner egyik hátsó táborát ért rakétacsapás utóhatását mutatta. Prigozsin az orosz Védelmi Minisztériumot vádolta a csapás végrehajtásával, amely állítása szerint 2000 harcosát ölte meg. A Védelmi Minisztérium tagadta a Wagner hátsó táborainak megtámadására vonatkozó állításokat, a Háborútudományi Intézet pedig nem tudta megerősíteni a videó valóságtartalmát, megjegyezve, hogy "lehet, hogy információs céllal gyártották".
Prigozsin a sajtószolgálatának Telegram-csatornáján közzétett üzenetében fegyveres konfliktus kezdetét jelentette be a védelmi minisztérium ellen. Felszólította a minisztérium elleni konfliktushoz való csatlakozásban érdekelt személyeket, azzal vádolva Sojgut, hogy tüzérséget és helikoptereket alkalmaz Wagner megtámadására. Emellett Prigozsin azt állította, hogy Sojgu gyáván, este kilenc órakor elmenekült Rosztovból. Ennek következtében a Szövetségi Biztonsági Szolgálat jogi eljárást indított Prigozsin ellen az orosz Büntető Törvénykönyv 279. cikke alapján, amely a fegyveres lázadásra vonatkozik.
Szergej Szurovikin és Vlagyimir Alekszejev altábornagy felhívást intézett a Wagner-harcosokhoz, amelyben az ellenségeskedések beszüntetésére szólította fel őket. Szurovikin a Financial Times által "túszdrámának" nevezett videóban tette meg észrevételeit, és július 29-én még mindig nem került elő. Az orosz állami Pervij Kanal "vészhelyzeti hírműsort" sugárzott, amelyben a műsorvezető Jekatyerina Andrejeva kijelentette, hogy Prigozsin kijelentései a reguláris katonai erők Wagner-állások elleni állítólagos támadásairól hamisak. Andrejeva azt is megemlítette, hogy Putyint tájékoztatták a kialakult helyzetről. Prigozsin kijelentéseire válaszul az ország hadserege és a Nemzeti Gárda páncélozott járműveket telepített Moszkvába és Rosztov-na-Donuba is.

### Előrenyomulás Moszkva felé
Miután Wagner megszerezte az ellenőrzést Rosztov-na-Donu felett, Prigozsin megosztotta erőit, és néhány ezer emberét Moszkva felé vezényelte, míg ő egy rosztovi bunkerből irányította a lázadást. Június 24-én reggel páncélozott Wagner-oszlopok, amelyek harckocsikból, páncélozott járművekből, légvédelmi eszközökből és civil teherautókból álltak, gyorsan megindultak Moszkva felé (Rosztov-na-Donutól 1100 kilométerre). Egy Rosztovból érkező és egy másik, a megszállt Ukrajna felől átkelő oszlop Voronyezsi területen keresztül haladt előre, kevés ellenállásba ütközve. Egy, a Donyecki Népköztársaság vezetéséhez közel álló forrás szerint a Moszkva felé tartó konvojban mintegy 5000 harcos volt, és a vezető Wagner parancsnok, Dmitrij Utkin vezette. Az oszlop nem próbálta elfoglalni az általa érintett városokat, de több légi támaszpontot elfoglalhatott.
A területi székhely, Voronyezs külterületén a Wagner-csapatokat helikopterrel támadták. A légierő jelentős veszteségeket szenvedett a Wagner-csapatokkal való szembeszállás során: hat helikoptert és egy Il–22M légi vezetési pontot lőttek le. Legalább tizenhárom orosz katona meghalt. Két rakéta – valószínűleg a Wagner légvédelmi rendszerei által kilőtt rakéták – becsapódott egy olajraktárba és egy voronyezsi lakótelep udvarába. Ironikus módon a „Voronyezs bombázása” már korábban is széles körben használt kifejezés volt, amelyet rövidítésként használtak Oroszország önpusztító baklövéseinek leírására. A Wagner vadászgépek elhaladtak Voronyezs mellett, több mint félúton Moszkva felé, és a kora délutáni órákban tovább nyomultak Voronyezs területen keresztül, anélkül, hogy fontos városokba behatoltak volna. A közösségi médiában közzétett bejegyzésekben a Wagner-csapatok és a katonaság közötti harcokról készült felvételek is megjelentek magában Voronyezsben, a Reuters katonai jelentésekre hivatkozva. A médiajelentések szerint a Wagner-csoport átvette az ellenőrzést a város összes katonai létesítménye felett.
Wagner továbbhaladt a Lipecki területre, mintegy 400 kilométerre Moszkvától. Elhaladtak Jelec városán keresztül, majd észak felé folytatták útjukat az M4-es autópályán. A Lipecki területen a hatóságok kotrógépekkel autópálya-részeket romboltak le, hogy megpróbálják lelassítani a konvoj előrehaladását. Egyes utakat kamionokkal és iskolabuszokkal torlaszoltak el. A katonaság védelmi vonalakat állított fel az Oka folyó mentén (amely Moszkvától délre folyik) és hídátkelőket barikádozott el. A Lipecki és a Voronyezsi terület kormányzója felszólította a civileket, hogy maradjanak otthon, miután katonai oszlopokról és összecsapásokról érkeztek jelentések az M4-es autópálya mentén.
Szergej Szobjanyin, Moszkva polgármestere bejelentette, hogy a fővárosban bevezetik a terrorizmus elleni rendszert. Moszkvában páncélozott járművek és a biztonsági erők fokozott jelenléte volt megfigyelhető. Az önkormányzati hatóságok kijárási tilalmat fontolgattak, és a Wagner toborzó plakátjait sietve leszerelték. A Der Spiegel arról számolt be, hogy minden Moszkvából induló járatra minden jegy elkelt, mivel az emberek megpróbáltak elmenekülni a közeledő oszlop elől. A Flightradar24 repülőgépkövető weboldal szerint egy Putyin által használt repülőgép elhagyta Moszkvát, és Szentpétervár felé repült. Dmitrij Peszkov, a Kreml szóvivője szerint Putyin nem volt a fedélzeten, és a Kremlben maradt. A hatóságok a Moszkvával szomszédos Kalugai területen is útkorlátozásokat hirdettek: Vlagyiszlav Szapsa kormányzó azt mondta a lakosoknak, hogy „tartózkodjanak a magángépjárművel való közlekedéstől ezeken az utakon, hacsak nem feltétlenül szükséges”.
Közben a Szövetségi Biztonsági Szolgálat (FSZB) rajtaütött a Wagner szentpétervári székhelyén. Az orosz média meg nem erősített értesülései szerint az iroda közelében lévő járművekből 4 milliárd rubelt (47 millió amerikai dollár) tartalmazó kartondobozokat foglaltak le, és amerikai dollárban tartott készpénzt, kézifegyvereket, aranyrudakat és ismeretlen fehér porból készült csomagokat is lefoglaltak. Prigozsin azt mondta, hogy a pénzt az alkalmazottak fizetésére, az elesett Wagner-harcosok hozzátartozóinak kártérítésére és a cég egyéb kiadásaira szánták, és utalt Wagner globális titkos befolyásolási műveleteire – többek között Afrikában és az Amerikai Egyesült Államokban –, amelyeket készpénzzel kellett végrehajtani. Olga Romanova újságíró, a Rusz Szigyascsaja (Az Ülő Oroszország másképp Oroszország a Rácsok Mögött) nevű jótékonysági alapítvány vezetője azzal vádolta az FSZB-t, hogy június 24-én kora reggel óta fenyegeti a Wagner által beszervezett elítéltek hozzátartozóit.

### Megegyezés
A végig Rosztovban tartózkodó Prigozsin hiába hívta telefonon Putyint, az nem akart vele kapcsolatba lépni. Aljakszandr Lukasenka fehérorosz elnök közvetítésével tárgyaltak. A wagneresek már Moszkvától 200 km-re voltak, amikor megállapodtak, hogy a zsoldosok visszatérnek a kaszárnyákba, a vádakat ejtik ellenük. Prigozsin Fehéroroszországba távozhat.

## Reakciók

### Az orosz kormány

#### Vlagyimir Putyin beszéde
Vlagyimir Putyin június 24-én beszédet intézett a nemzethez, amelyben "árulásként" ítélte el a Wagner-csoport cselekedeteit, és "kemény lépéseket" ígért a lázadás leverésére. Kijelentette, hogy a helyzet magának Oroszországnak a létét fenyegeti. Putyin történelmi párhuzamot vont az orosz forradalommal, amely az Orosz Birodalomnak az első világháború keleti frontján való szerepvállalása során bontakozott ki, és a breszt-litovszki szerződésben területi veszteségekkel járt. Putyin továbbá felhívást intézett a Wagner-erőkhöz, akiket "csalással vagy fenyegetéssel" "rángattak" a lázadásban való részvételre. Putyin beszédének sugárzása után a televíziós csatornák visszatértek a tervezett műsortervükhöz.
Válaszul Prigozsin kijelentette, hogy fő célja, hogy eltávolítsa hivatalából Szoigut és Geraszimovot, és megismételte a Védelmi Minisztériummal szembeni korrupciós vádjait.

#### Más kormánypárti személyek
Jeles orosz politikusok felszólították Prigozsint, hogy hagyja abba lázadását, és támogatásukról biztosították Putyint. Dmitrij Medvegyev, az Egységes Oroszország vezetője, az orosz Biztonsági Tanács elnökhelyettese és az ország korábbi elnöke kijelentette, hogy "a világ a pusztulás szélére kerül", ha Wagner képes lenne átvenni az irányítást a kormány felett és hozzáférhetne a nukleáris fegyverekhez.
Ramzan Kadirov, a Csecsen Köztársaság vezetője "árulásnak" nevezte a lázadást, és azt mondta, hogy csapatai a "feszültséggel teli övezetekbe" tartanak, hogy "megőrizzék Oroszország egységeit és megvédjék államiságát." Kirill moszkvai pátriárka, Moszkva és egész Oroszország pátriárkája, az orosz ortodox egyház vezetője felszólította az oroszokat, hogy imádkozzanak Putyinért. Vjacseszlav Vologyin, az orosz Állami Duma elnöke támogatását fejezte ki Vlagyimir Putyin mellett. Az Oroszország által 2014 óta megszállt ukrán régiók vezetői szintén támogatásukról biztosították Putyint.

### Az orosz civil társadalom

#### A háborúellenes orosz ellenzék
Az orosz ellenzéki csoportok különböző módon reagáltak. Mihail Hodorkovszkij száműzött volt olajmágnás és ellenzéki személyiség arra buzdította az oroszokat, hogy támogassák Prigozsint, mondván, hogy fontos, hogy "még az ördögöt is" támogassák, ha úgy dönt, hogy szembeszáll a Kremllel. Később azonban arra buzdította az oroszokat, hogy fegyverkezzenek fel, miközben kijelentette, hogy "Prigozsin nem a barátunk és még csak nem is a szövetségesünk". Az Anarcho-kommunisták Harci Szervezete (BOAK) és az Autonóm Akció anarchista szervezetek külön-külön nyilatkozatban fejezték ki, hogy Prigozsin és Putyin egyaránt megvetendőek, és hogy az anarchistáknak nincs "oldaluk" a konfliktusban. A BOAK felszólította anarchista társait, hogy "maradjanak távol", és hagyják, hogy a harcoló frakciók "elvéreztessék egymást, amennyire csak lehet. Így a jövőben nem fogják tudni zavarni az embereket". Arra is buzdítottak, hogy "töltsék ezt az időt a fegyveres konfliktusra való felkészüléssel".
Az Orosz Önkéntes Hadtest vezetője, Gyenyisz Kapusztyin dicsérte Prigozsint, kijelentve, hogy a köztük lévő éles ideológiai különbségek ellenére Prigozsint "Oroszország hazafijának tartja." Később a lázadáshoz való csatlakozásra szólított fel. Az Oroszország Szabadsága Légió az orosz forradalom idejéhez hasonlította az eseményeket, de azt tanácsolta az olvasóknak, hogy emlékezzenek Wagner számos háborús bűnére. Felszólították az embereket, hogy "ne tulajdonítsanak [Prigozsinak] olyan katonai becsületet és vitézséget, amely nem létezik".

#### Orosz ultranacionalisták és milbloggerek
Az ISW szerint az orosz háborúpárti ultranacionalisták megoszlottak "azok között, akik túl akarnak lépni a lázadáson", és mások között, akik megoldást követeltek az orosz biztonságnak a lázadás által feltárt hiányosságaira. Igor Girkin a lázadásért és az orosz tisztek "meggyilkolásáért" Prigozsin kivégzésére szólított fel, és ezt "Oroszország mint állam megőrzéséhez szükségesnek" követelte."

#### A szélesebb orosz közvélemény

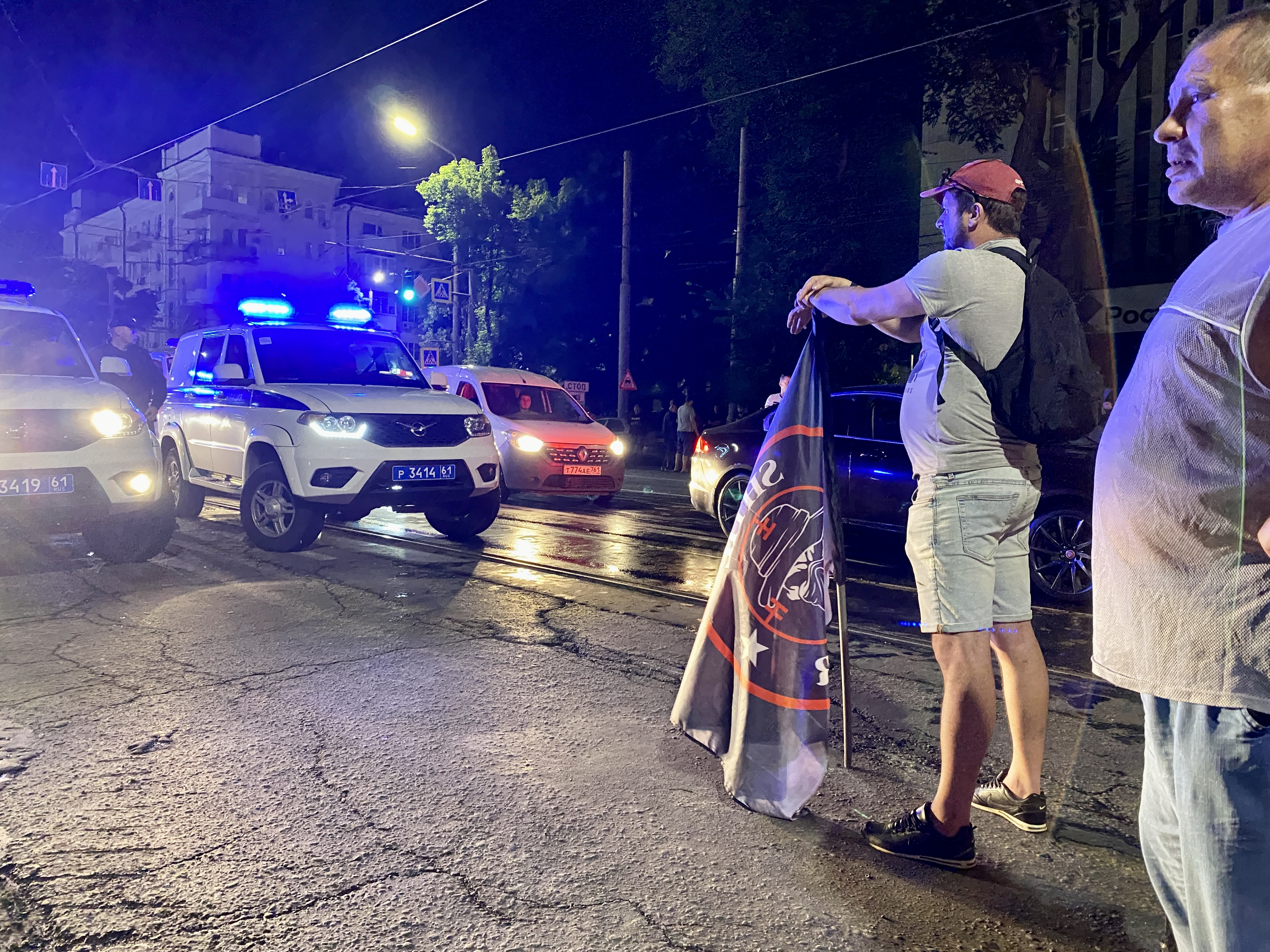
Egy rosztovi férfi a Wagner-csoport zászlajával a kezében a felkelés idején

Az orosz lakosság túlnyomórészt "csendes" és apatikus reakciót mutatott a lázadással szemben. A 2016-os török puccskísérlettel összehasonlítva, ahol számos török állampolgár aktívan részt vett a puccsellenes tüntetéseken, Anna Matvejeva orosz elemző az ellentétes reakciót jegyezte meg. A Wagner-erők által elfoglalt Rosztov-na-Donu városában olyan videók kerültek elő, amelyeken orosz civilek üdvözölték a lázadókat, kényelmet biztosítottak nekik nekik és éljeneztek.
Az orosz tüzérségi tűz által okozott Voronyezs melletti robbanások után az orosz közösségi médiában felbukkant a már korábban is létező „Voronyezs bombázása” internetes mém – amely az orosz kormány önpusztító baklövéseire utalt.

### Nemzetközi
A nyugati vezetők többnyire tartózkodtak attól, hogy közvetlenül kommentálják a lázadást annak kibontakozásakor és közvetlenül utána, elsősorban azon aggodalmak miatt, hogy Putyin kihasználná az ilyen megjegyzéseket, hogy azt állítsa, hogy külföldi összeesküvésről van szó. Emellett aggodalmak merültek fel az orosz nukleáris arzenál ellenőrzése miatt is. Joe Biden amerikai elnök megvitatta a helyzetet Emmanuel Macron francia elnökkel, Olaf Scholz német kancellárral és Rishi Sunak brit miniszterelnökkel.
A nyugati vezetők a lázadással kapcsolatban nem nyilatkoztak.
A lázadás befejezését követően Bident arról kérdezték, hogy Putyin meggyengült-e és mennyire Prigozsin akciói miatt, mire ő megerősítette, hogy "abszolút", miközben azt a baklövést tette, hogy "nehéz megmondani, de egyértelműen elveszíti a háborút Irakban; elveszíti a háborút otthon".
Június 24-én Recep Tayyip Erdoğan török elnök egy telefonbeszélgetésben azt közvetítette Putyinnak, hogy Törökország kész segítséget nyújtani a "békés megoldás" megtalálásában, sürgetve őt, hogy ésszerűen cselekedjen.
Grúziában is követelték az Oroszországgal közös határ lezárását, de a grúz belügyminisztérium kijelentette, hogy ez jelenleg nem szükséges. Ukrán tisztviselők, köztük Volodimir Zelenszkij elnök és tanácsadója, Mihajlo Podoljak kijelentették, hogy a felkelés Oroszország politikai instabilitásának, "gyengeségének" és az elit belső harcainak bizonyítéka. Dmitro Kuleba külügyminiszter a lázadást lehetőségnek nevezte arra, hogy a nemzetközi közösség "feladja a hamis semlegességet" Oroszországgal szemben, és Kijevnek minden olyan fegyvert biztosítson, amire szüksége van az orosz erők Ukrajnából való kiszorításához.
Nicu Popescu moldovai külügyminiszter szerint az oroszországi események azt bizonyítják, hogy Moldovának tovább kell haladnia azon az úton, hogy eltávolodjon a "pusztítás és háború eurázsiai terétől" és az Európai Unió felé vegye az irányt, hogy biztosítsa a békét, a stabilitást és a demokráciát az országban.
A tárgyalásokat kommentálva Lukasenko fehérorosz elnök azt állította, hogy meggyőzte Putyint arról, hogy a merénylet helyett párbeszédet folytasson Prigozsinnal, az egyetlen olyan személlyel, akivel tárgyalásos megoldást lehetett volna elérni. Lukasenko továbbá azt állította, hogy egy ilyen lépés megakadályozná a vezető nélküli wagneristák által gerjesztett, potenciálisan kaotikus helyzetet. Lukasenko azt is állította, hogy Fehéroroszország nemzetvédelmének hasznára válik Wagner szakértelme. Szvjatlana Cihanovszkaja fehérorosz ellenzéki vezető a Twitteren kijelentette, hogy a lázadás Putyin és más diktatórikus rezsimek "gyengeségét" leplezte le, és kijelentette: "Most kell megragadnunk ezt a pillanatot." A Kalinovszki ezred parancsnoka, Dzjanyisz Proharav hasonlóan vélekedett a közösségi médiában közzétett videóbeszédében, és felszólította a fehérorosz katonákat, hogy ne avatkozzanak bele az eseményekbe.
Valerij Szahascsik, a száműzetésben lévő fehéroroszországi Egyesült Átmeneti Kabinet védelmi és nemzetbiztonsági képviselője gyors döntést sürgetett: vagy "éljünk a történelmi lehetőséggel, és váljunk virágzó európai országgá", vagy "veszítsünk el mindent". Felszólította a fehérorosz hadsereget, hogy érvényesítse a nemzet függetlenségét Oroszországtól, "egyesítse a nemzetet", és "hangolódjon rá a hullámunkra, és maradjon kapcsolatban".
Egy belarusz külügyminisztériumi tisztviselő a lázadást "a kollektív Nyugatnak szánt ajándéknak" nevezte.
Milorad Dodik, a Boszniai Szerb Köztársaság elnöke és Bosznia-Hercegovina korábbi elnökségi tagja támogatását fejezte ki Putyinnak "az oroszországi béke és belső stabilitás megőrzésére, valamint a katonai és egyéb erők rendjének helyreállítására irányuló erőfeszítéseiben", ahogyan Észak-Korea és Kína is. Muhoozi Kainerugaba, az ugandai elnök fia és a különleges erők parancsnoka kijelentette, hogy Uganda szükség esetén katonákat küldhet Oroszországba, hogy segítsenek Putyinnak a lázadás leverésében.

## Utóhatás
Moszkvába gyorsan visszatért a normális életérzés. Június 25-én a munkások megkezdték a Wagner előrenyomulását akadályozó, lerombolt utak helyreállítását. Június 26-án Moszkvában feloldották a terrorizmus elleni rendkívüli intézkedéseket. A felkelést követően az orosz rubel árfolyama meredeken zuhant, és 2022 márciusa óta a legalacsonyabb értéket érte el. Június 26-án a védelmi minisztérium hivatalos közleményben jelentette be, hogy Sojgu látogatást tett az Ukrajnában állomásozó orosz csapatoknál.
Június 26-án Prigozsin rögzített nyilatkozatot tett közzé, amelyben megvédte a felkelést. Azt állította, hogy a cél a Wagner-csoport megmentése és az alkalmatlan kormánytisztviselők felelősségre vonása volt. Prigozsin hangsúlyozta, hogy a felkelés célja nem a kormány megdöntése volt, és megismételte azt a vádját, hogy a Wagner-csapatoknak a reguláris hadsereg általi ágyúzása váltotta ki a lázadást. Azt állította, hogy a lázadást azért állították le, hogy megakadályozzák a mészárlást, és azt állította, hogy a reguláris katonai erők nyitottak először tüzet a felkelés során, ami mintegy 30 Wagner-tag halálát okozta. Prigozsin kedvezően hasonlította össze Wagner azon képességét is, hogy hitelesen fenyegetőzött Moszkva elfoglalásával, a katonaság sikertelen kísérletével Kijev elfoglalására.
Órákkal Prigozsin hangüzenete után Putyin ismét megszólította a nemzetet. Megdorgálta a meg nem nevezett személyeket, akik a lázadást vezették, és megismételte meggyőződését, hogy az árulásnak minősül. Putyin azonban Wagner parancsnokokat és harcosokat túlnyomórészt hazafiaknak jellemezte, akiket "titokban felhasználtak harcostársaik ellen". Megerősítette, hogy Wagner orosz katonákat ölt meg, és hősökként emlegette őket. Putyin azt is kijelentette, hogy a csoport azon tagjai, akik nem kívánnak reguláris szerződéses katonákká válni, átmehetnek Fehéroroszországba.
Június 27-én az orosz hatóságok közölték, hogy lezárták a büntetőeljárást, és ejtették a vádakat Prigozsin vagy a lázadás más résztvevői ellen, és hogy a Wagner nehéz katonai felszerelését átadják az orosz fegyveres erőknek. Fehéroroszországban a hírek szerint megkezdődött a Wagner-csoport táborainak építése a Mahiljovi területen, az Ukrán Állami Határőr Szolgálat azonban kijelentette, hogy nincs bizonyíték arra, hogy ilyen táborok épülnének. Ugyanezen a napon Lukasenko megerősítette Prigozsin Fehéroroszországba érkezését, mondván, hogy szívesen látják, ha "egy ideig" marad.
Az eseményekre reagálva Észtország megerősítette határőrizetét, míg Lettország lezárta határát Oroszországgal, és felfüggesztette az orosz állampolgárok beutazását. A Wagner-erők esetleges koncentrációja miatt a szomszédos Fehéroroszországban aggódó Lettország és Litvánia közös kérelmet nyújtott be a NATO-hoz, hogy további csapatokat telepítsenek országaikba, különösen a szövetség keleti határa mentén. A Litvánia megerősítésére vonatkozó korábbi előzetes előzetes tervekre reagálva Boris Pistorius német védelmi miniszter június 26-án bejelentette, hogy Németország mint a Litvániában állomásozó, meglévő NATO harccsoport vezető országa, egy teljes, 4000 katonából álló dandárt fog kiküldeni. A telepítés célja, hogy 2026-ig megteremtse az állandó állomásozáshoz szükséges infrastruktúrát.
Június 28-án a Moscow Times és egy katonai blogger arról számolt be, hogy Szurovikin tábornokot letartóztatták az orosz hatóságok, és a moszkvai Lefortovo börtönben tartják fogva a lázadásban való állítólagos részvétele miatt. A milblogger, Rybar, az orosz védelmi minisztérium volt sajtóreferense azt állította, hogy tisztogatás folyik, amelynek célpontjai olyan orosz tábornokok, akik "a határozottság hiányát" mutatták a Wagnerrel szemben. A lázadás óta Valerij Geraszimov tábornok, az orosz fegyveres erők vezérkari főnöke nem mutatkozott a nyilvánosság előtt. Szergej Sojgu orosz védelmi miniszter azonban azóta többször is megjelent a nyilvánosság előtt. Az orosz Nemzeti Gárda vezetője, Viktor Zolotov nyilvánosan arról beszélt, hogy erői a lázadás után "nehézfegyverzetet és harckocsikat kaptak".

### Prigozsin és Utkin halála
Prigozsin, Utkin és egy másik fontos Wagner-vezető, Valerij Csekalov repülőgépükkel lezuhantak 2023. augusztus 23-án Kuzsenkino mellett, a tveri területen és mindhárman életüket vesztették.

### A NATO-országok intézkedései
Az eseményekre reagálva Észtország megerősítette határőrizetét, míg Lettország lezárta Oroszországgal közös határát, és felfüggesztette az orosz állampolgárok beutazását. A Wagner-erők esetleges koncentrációja miatt a szomszédos Fehéroroszország miatt aggódó Lettország és Litvánia közös kérelmet nyújtott be a NATO-hoz, hogy további csapatokat telepítsenek országaikba, különösen a szövetség keleti határa mentén. A Litvánia megerősítésére vonatkozó korábbi előzetes tervekre reagálva Boris Pistorius német védelmi miniszter június 26-án bejelentette, hogy Németország, mint a Litvániában állomásozó, meglévő NATO harccsoport vezető országa, egy teljes, 4000 katonából álló dandárt fog kiküldeni. A telepítés célja, hogy 2026-ig megteremtse az állandó állomásozáshoz szükséges infrastruktúrát. Július 2-án Lengyelország bejelentette, hogy 500 rendőrt és terrorelhárító erőt küld a Fehéroroszországgal közös határ megerősítésére, miután a Wagner-csoportot átcsoportosították oda. Később további 1000 katonát és felszerelést küldött a határra.

## Elemzés

### Politikai
A lázadást, amely az 1993-as alkotmányos válság óta az első ilyen jellegű lázadás volt Oroszországban, a következő napokban széles körben Putyin 23 éve tartó uralmának legjelentősebb kihívásának tekintették. Több publikáció is megjegyezte, hogy a lázadás meggyengítette Putyin közmegítélését. Andrej Kolesznyikov annak a véleményének adott hangot, hogy bár a lázadás rontotta Putyin megítélését, az orosz lakosság nem tekinti hiteles alternatívának Prigozsin kihívását a hatalommal szemben. Ezért valószínűleg továbbra is támogatni fogják – akár valódi, akár színlelt – Putyin kormányát. Egyes elemzők szerint a lázadás feltárta Putyin hatalmi rendszerének eredendő gyengeségét, amely a versengő hatalmi központok uralkodó koalíciójára és az alárendelt "névleges" intézmények struktúrájára épül, amelyet a militarizált államba és társadalomba való süllyedés feszített. A The New York Times elemzése szerint a lázadás aláásta Putyin legitimitását, amely arra épül, hogy a stabilitás és a biztonság garantálójaként tekintenek rá, ami az orosz hatalmi elit támogatottságának tartós erózióját okozhatja. A Meduza szerint a lázadás nem tartott elég sokáig ahhoz, hogy kiderüljön, Prigozsin radikális populista retorikája valódi támogatottságot élvez-e az orosz biztonsági szolgálatok körében.
Prigozsin sikertelen lázadását úgy jellemezték, mint egy kétségbeesett utolsó erőfeszítést egy vesztes hatalmi harcban az általa megvetett orosz intézményrendszer frakciói ellen. Egyes kommentátorok szerint a lázadás viszonylag kevés azonnali következménnyel ért véget a Putyin által árulónak bélyegzett elkövetők számára, ami arra utal, hogy Putyin uralma elég gyenge volt ahhoz, hogy megkérdőjelezze.
Az orosz Nemzeti Gárda vezetőjét, Viktor Zolotovot úgy jellemezték, mint aki győztesen került ki a lázadásból. Zolotov elismerést vállalt, és Putyin dicsérte, amiért megvédte a fővárost, Moszkvát a Wagner-csoporttal szemben. Június 27-én Putyin kijelentette, hogy az orosz Nemzeti Gárdát nehézfegyverekkel, köztük harckocsikkal is felszerelik, hogy elnyomjanak minden esetleges jövőbeli felkelést, és hogy hangsúlyosabb szerepet töltsenek be az orosz-ukrán konfliktusban. A Time magazin szerint Zolotov megnövekedett tekintélye Putyin ellenfeleinek tisztogatásának megkezdését jelentheti.
Az Institute for the Study of War (ISW) szerint Lukasenko arra használja fel a lázadás megoldásában játszott szerepét, hogy befolyást szerezzen az Oroszországgal való kapcsolatában, és hogy Wagner jelenlétét arra használhatja, hogy csökkentse a fehérorosz hadsereg Oroszországtól való függőségét.

### Katonai
Nyugati tisztviselők úgy vélték, hogy Prigozsin döntő vereséggel nézett volna szembe, ha megpróbálja elfoglalni Moszkvát, és valószínűleg ez volt az oka annak, hogy Prigozsin végül beleegyezett a tárgyalásos megoldásba. A nyugati hírszerzési elemzések szerint, ha nem születik tárgyalásos megoldás, a lázadás valószínűleg egy erőszakos összecsapásban csúcsosodott volna ki Moszkvában, ami több ezer ember halálát okozta volna. Eközben a Guardian elemzése szerint "A kialakulóban lévő konszenzus – szakértők és a nyugati fővárosokban – az, hogy [a lázadás] sokkal kevésbé volt puccskísérlet, mint inkább egy impulzív demonstráció, amely gyorsan kicsúszott a kezünkből". A Guardian szerint azért hajtottak végre légicsapásokat az oszlop ellen, mert nem állt rendelkezésre szárazföldi védelmi erő a konvoj ellen, és mivel Moszkva védelme hiányos volt, elképzelhető volt, hogy a Wagner-konvoj áthatolt volna az Oka folyónál sietve felállított védelmi vonalakon, és elérte volna a Moszkvát körülvevő körutat, és esetleg elfoglalta volna a fővárost, ez azonban hiábavaló lehetett, mivel egyre világosabbá vált, hogy nem sikerült külső támogatást gyűjtenie, ami elengedhetetlen volt a lázadás sikeréhez. Az ISW úgy értékelte, hogy Wagner arra tette fel az esélyeit, hogy gyorsan elegendő támogatást gyűjt a reguláris hadsereg egy részéből, hogy megvalósíthatóvá váljon egy fegyveres konfliktus a védelmi minisztériumhoz hű erőkkel.
Az amerikai védelmi minisztérium egyik magas rangú tisztviselője szerint az amerikai hírszerző ügynökségek figyelemmel kísérték, hogy nagyszámú orosz katona disszidált katonai parancsnokaiktól, akik aztán csatlakoztak a Wagner-mozgalomhoz. A tisztviselő továbbá kijelentette, hogy a Wagner által végrehajtott műveleteket széles körben támogatták az Ukrajnán belül, valamint az ukrán határhoz közeli orosz területen és bázisokon állomásozó katonák és tisztek. A The New York Times által megkérdezett amerikai és szövetséges tisztviselők és független szakértők szerint Prigozsin láthatóan úgy vélte, hogy az orosz hadsereg jelentős része az ő oldalára áll majd a lázadás során.
Az ISW megjegyezte, hogy "a lázadás leleplezte az orosz biztonsági erők gyengeségét, és megmutatta, hogy Putyin képtelen volt időben bevetni erőit egy belső fenyegetés visszaverésére, és tovább erodálta az erőszak-monopóliumát"; és úgy tűnt, hogy az orosz hadsereg harci képességeit a lázadás "nem befolyásolta lényegesen". A CNN szerint a szövetségesek figyelmeztették Ukrajnát, hogy ne használja ki a lázadást arra, hogy csapásokat mérjen orosz területen belül. A The New York Times által megkérdezett elemzők szerint az orosz hadseregen belüli tartós rendszerszintű problémák, amelyeket Prigozsin erősen kritizált és a katonák széles körben elítélték, valószínűleg a lázadás után is fennmaradnak. Ez pedig tovább súlyosbítja a morál romlását.